# Covington County (Mississippi)
Covington County is een county in de Amerikaanse staat Mississippi.
De county heeft een landoppervlakte van 1.072 km² en telt 19.407 inwoners (volkstelling 2000). De hoofdplaats is Collins.

## Bevolkingsontwikkeling

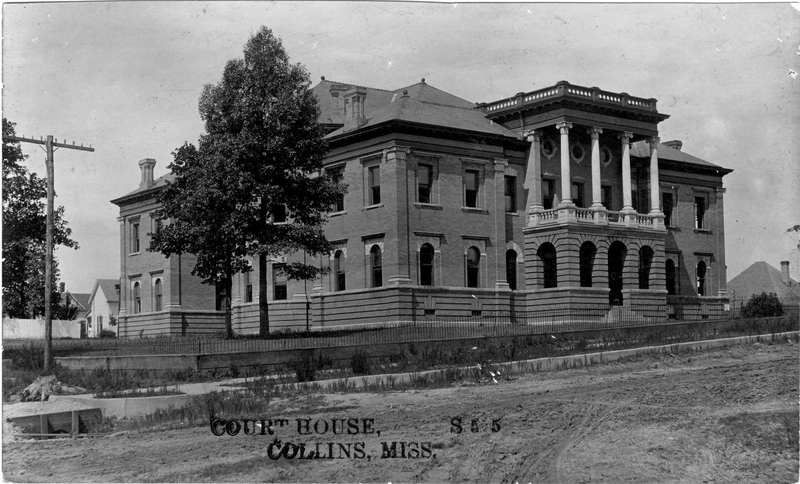
Covington County Courthouse